# Саламатово (Чусовской городской округ)
Саламатово — деревня  в Пермском крае России. Входит в Чусовской городской округ.

## Географическое положение
Деревня расположена в центральной части округа недалеко от правого берега реки Чусовая на расстоянии примерно 3 километров по прямой на запад от города Чусовой.

## Климат
Климат умеренно континентальный. Среднегодовая температура воздуха колеблется около 0 градусов, среднемесячная температура января — −16 °C, июля — +17 °C, заморозки отмечаются в мае и сентябре. Высота снежного покрова достигает 80 см. Продолжительность залегания снежного покрова 170 дней. Продолжительность вегетационного периода 118 дней. В течение года выпадает 500-700 мм осадков.

## История
Деревня была основана не позже XIX века. С 1915 по 1921 год существовал Саламатовский монастырь с Благовещенской церковью.
С 2004 до 2019 гг. деревня входила в состав ныне упразднённого Верхнекалинского сельского поселения Чусовского муниципального района.

## Население
| 2002 | 2010 | 2016 | 2021 |
| ---- | ---- | ---- | ---- |
| 217  | ↘186 | ↗218 | ↘194 |

Постоянное население составляло 217 человек в 2002 году (98% русские), 218 человек в 2010 году.  